# Паисий (Аравантинос)
Митрополи́т Паи́сий (греч. Μητροπολίτης Παΐσιος, в миру Панайо́тис Аравантино́с, греч. Παναγιώτης Αραβαντινός; род. 5 октября 1944, Ликсурион, Paliki Municipal Unit) — епископ Константинопольской православной церкви; митрополит Леросский, Калимносский и Астипалейский (с 2005).

## Биография
Родился в 1944 году в Ликсури на острове Кефалиния в Греции в семье Николаоса и Марии.
Начальное образование получил на родине. В 1966 году окончил Патмосскую церковную школу, после чего поступил на богословский факультет Университета Аристотеля в Салониках, который окончил в 1966 году.
9 февраля 1967 года митрополитом Родосским Спиридоном (Синодиносом) был пострижен в монашество в монастыре в Ялисосе на острове Родосе, а 10 февраля им же хиротонисан во иеродиакона.
С 1977 по 2005 годы служил протосинкеллом на острове Родосе. 28 июня 1981 года состоялась его хиротония во иеромонаха и возведение в достоинство архимандрита.
С 1982 года — настоятель монастыря Панагия Фанеромени.
21 мая 2005 года был хиротонисан в епископа и возведён в достоинство митрополита Леросского.